# Chow Kin Man
Chow Kin Man (chinesisch 周儉民, * 13. Oktober 1970) ist ein Badmintonspieler aus Hongkong.

## Karriere
Chow Kin Man gewann 1996 die Australian Open und die New Zealand Open im Herrendoppel mit Ma Che Kong. Bei der Badminton-Weltmeisterschaft 1997 belegten beide jedoch nur Rang 33. 1998 startete er bei den Asienspielen mit Yau Kwun Yuen im Doppel und wurde dort Neunter. Zu Platz sieben reichte es im Thomas Cup 1998.

## Sportliche Erfolge
| Saison | Veranstaltung     | Disziplin    | Platz | Name                         |
| ------ | ----------------- | ------------ | ----- | ---------------------------- |
| 1996   | Australian Open   | Herrendoppel | 1     | Chow Kin Man / Ma Che Kong   |
| 1996   | New Zealand Open  | Herrendoppel | 1     | Ma Che Kong / Chow Kin Man   |
| 1997   | Weltmeisterschaft | Herrendoppel | 33    | Ma Che Kong / Chow Kin Man   |
| 1998   | Asienspiele       | Herrendoppel | 9     | Yau Kwun Yuen / Chow Kin Man |
| 1998   | Thomas Cup        | Herrenteam   | 7     | Hongkong                     |